# Peter von der Mühll
Peter von der Mühll (né le 1er août 1885 à Bâle et décédé le 13 octobre 1970 à Bâle) est un philologue classique suisse.

## Biographie

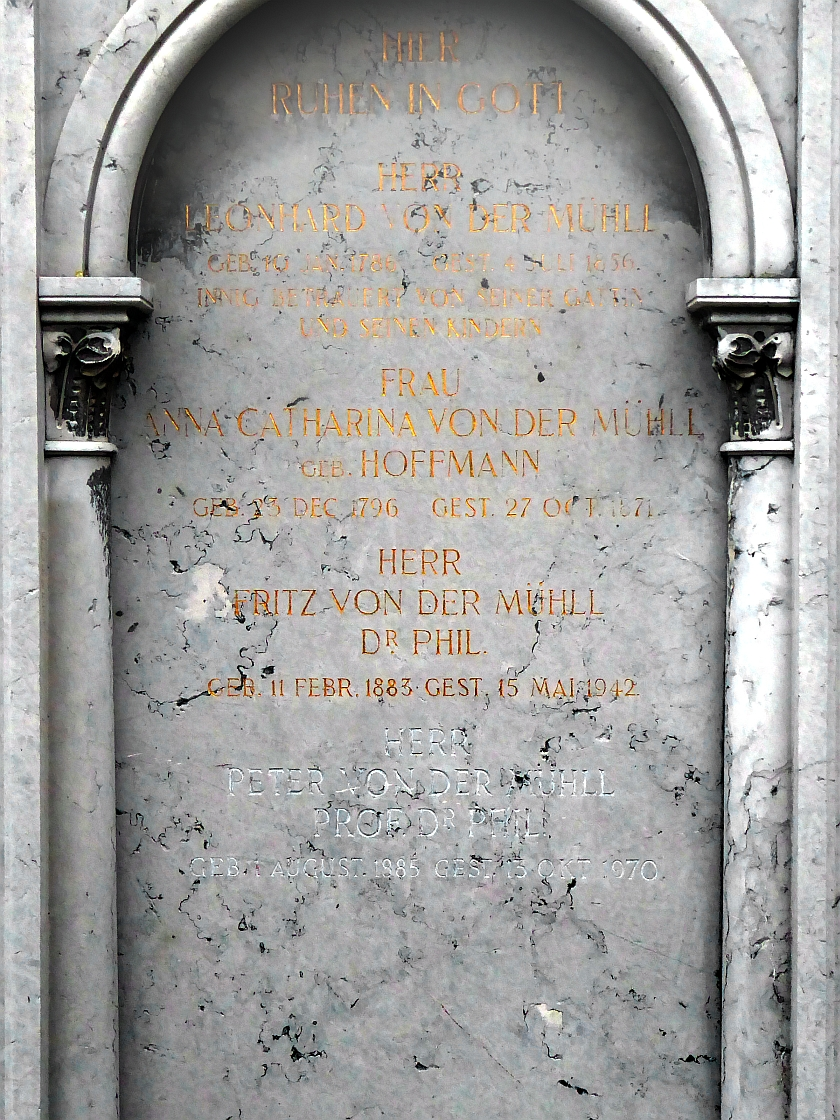
Tombe au cimetière Wolfgottesacker, Bâle

Peter von der Mühll appartient à une grande famille suisse. Il est le fils de Fritz von der Mühll (1855-1935), fabricant, et de Hélène von der Mühll (née Vischer, 1861-1957). Son frère aîné, Friedrich von der Mühll (1883-1942) est professeur de lycée et sa sœur Henriette von der Mühll est l'épouse de l'archéologue Arnold von Salis.
Peter von der Mühll fréquente le Gymnasium am Münsterplatz à Bâle, où son professeur, Hans Theodor Plüss, l'encourage à étudier la philologie classique. Au cours de ses études, Peter von der Mühll change plusieurs fois de lieu d'étude, tout d'abord à l'Université de Bâle, puis à l'Université de Genève et à l'Université de Göttingen, où il est influencé par les philologues Eduard Schwartz, Friedrich Leo et Jacob Wackernagel. Il passe également un semestre à l'Université Humboldt de Berlin auprès de Hermann Diels et Ulrich von Wilamowitz-Moellendorff.
Peter von der Mühll obtient son doctorat en 1909 à Göttingen sous la direction d'Eduard Schwartz. Par la suite, il effectue différents voyages de formation à Paris et en Italie. À son retour dans son pays natal, il obtient l'habilitation à l'Université de Zurich, qui lui confère un titre de privat-docent. En 1917, à l'âge de 32 ans, Peter von der Mühll est nommé à l'une des trois chaires de philologie classique de l'Université de Bâle, qu'il occupera jusqu'à sa retraite en 1952. Un de ses plus célèbres élèves est l'helléniste français Jean Bollack. Il est élu recteur de l'Université de Bâle en 1942.
Le fonds Peter von der Mühll se trouve à la Bibliothèque universitaire de Bâle.

## Travaux
Peter von der Mühll a eu une grande importance en tant qu’enseignant et chercheur. En 1944, il donne l'impulsion pour la fondation de la revue scientifique Museum Helveticum.
En marge de son implication dans l’enseignement et la recherche, Peter von der Mühll n’a que très peu publié. Il a toutefois enrichi la science avec des contributions substantielles. Ses Kleinen Schriften ont été publiés en 1976 par Bernhard Wyss.
Sa thèse intitulée De Aristotelis Ethicorum Eudemiorum auctoritate (1909) constitue déjà une contribution fondamentale à la recherche. Peter von der Mühll y démontre que l'Éthique à Eudème d'Aristote a bien été rédigée par le philosophe lui-même, et non par ses étudiants, comme l'estimait alors la communis opinio depuis Leonhard Spengel. Peter von der Mühll a ainsi lancé un débat de recherche dans lequel le professeur berlinois Werner Jaeger, entre autres, s'est rangé de son côté. Depuis lors, la paternité du texte d'Aristote est considérée comme sûre.
Peter von der Mühll a également offert des contributions essentielles en matière de poésie homérique. En 1940, il écrit un volumineux article sur l'Odyssée pour la Realencyclopädie der classischen Altertumswissenschaft. En 1952, il publie un Kritisches Hypomnema zur Ilias.

## Liens
- Notices d'autorité :   - VIAF
  - ISNI
  - BnF (données)
  - IdRef
  - LCCN
  - GND
  - CiNii
  - Espagne
  - Belgique
  - Pays-Bas
  - Pologne
  - Israël
  - NUKAT
  - Vatican
  - Norvège
  - Grèce
  - WorldCat
- « Mühll, Peter von der » dans le Dictionnaire historique de la Suisse en ligne.
- (de) « Publications de et sur Peter von der Mühll », dans le catalogue en ligne de la Bibliothèque nationale allemande (DNB).
- Fonds Peter von der Mühll à la Bibliothèque universitaire de Bâle
- Nécrologie de l'Académie bavaroise des sciences par Kurt von Fritz